# Marco Foscarini
Marco Foscarini (Venezia, 4 febbraio 1696 – Venezia, 31 marzo 1763) è stato il 117º doge della Repubblica di Venezia dal 31 maggio 1762 fino alla sua morte.

## Biografia

### Giovinezza ed educazione
Nacque, secondogenito dopo Alvise, da Nicolò di Nicolò Foscarini (ramo "di San Stae") e da Eleonora di Marco Loredan (ramo "di San Marcuola).
Un trentennio prima della sua nascita la famiglia paterna era stata investita da due eventi che ne avevano minato il prestigio politico: il bisnonno Alvise era morto in esilio a Mantova per aver ucciso un artigiano che si era invaghito della moglie; il nonno Nicolò era stato assassinato da un altro nobile per futili motivi. Furono però il prozio Sebastiano e il padre Nicolò a risollevare le sorti della casata, favoriti dalle parentele illustri (il futuro doge Carlo Ruzzini era fratello della nonna) e dalle notevoli risorse finanziarie (che permisero a Nicolò di divenire procuratore di San Marco nel 1715).
Se al primogenito Alvise fu assegnato il compito di proseguire la casata attraverso un matrimonio conveniente e di amministrarne il patrimonio, Marco fu destinato alla vita pubblica.
A nove anni entrò nel collegio "San Francesco Saverio" di Bologna, prestigiosa scuola dei nobili retta dai gesuiti; tra l'altro, qui imparò il francese e lo spagnolo. Tornato a Venezia, prima di esordire in politica frequentò molte accademie e in occasione di una riunione recitò il Discorso sulla necessità della storia e della facoltà di ben dire per gli uomini di Repubblica.
Divenne noto per la sua erudizione; è curioso notare come uno dei suoi interessi principali fossero i coralli, tanto che il famoso letterato Gasparo Gozzi, suo frequente ospite, si lamentava del fatto che ogni conversazione, in ogni momento della giornata, dovesse vertere su quell'argomento tanto insolito.
Come tutti gli studiosi della sua epoca, Marco Foscarini ebbe importanti collezioni di libri e manoscritti antichi.
Pur d'arricchire i suoi archivi, forse non disdegnò comportamenti poco consoni ad un gentiluomo; infatti si dice che una volta, durante un'ambasciata a Roma, con l'appoggio del nipote Sebastiano, derubasse un suo ospite, addirittura un cardinale, d'un prezioso manoscritto, sostituendolo con un falso.
Vere o false che fossero queste voci (peraltro il derubare un "concorrente", all'epoca, era visto come cosa normale), genuine furono la sua grande cultura e la sua abilità nell'arte oratoria.
Divenuto procuratore di S. Marco per meriti, si ritirò dalla carriera diplomatica per dedicarsi interamente ai suoi studi e per affinare la sua oratoria in ambito letterario, oltre che politico.

### Disponibilità economica
Nel 1745 Pietro Foscarini, d'un ramo minore della sua famiglia, molto ricco e senza eredi, lo nominò suo erede universale, consegnandogli un patrimonio immenso.
Assieme al denaro, il Foscarini trovò al suo fianco anche Elisabetta Corner, vedova di Pietro, che, a detta della malelingue, si prodigò molto a favore di Marco, il quale non si era mai sposato.
Se non è certo che fosse la sua amante, certo è che furono legati per tutta la vita da un sentimento di forte amicizia.
Pur senza assumere nuove importanti cariche, Marco Foscarini adesso, oltre ad esser apprezzato per le sue capacità, aveva anche alle spalle un vasto patrimonio da investire e numerose conoscenze.
Notevoli sono i suoi discorsi, rimasti sino ad oggi. Una volta un suo discorso fu talmente accorato, che solo alla sua conclusione ci si accorse che erano trascorse quasi quattro ore da quando aveva cominciato.
La sua nomea venne rafforzata dal suo ferreo nazionalismo: era detto "Gran Cagnesco" per il fatto d'esser sempre molto serio e di non tollerare critiche verso la Repubblica.
Quest'atteggiamento, in realtà, palesava la sua appartenenza allo schieramento conservatore, che rifiutava le idee dei nobili progressisti, i quali, vedendo lo stato agonizzante della Repubblica Veneta, volevano riformarla.

### Dogato e morte
Il 19 maggio 1762 morì il doge Francesco Loredan. In vista delle elezioni per il successore, il Foscarini aveva assunto un atteggiamento più moderato nello scontro tra le due fazioni, ma alla fine risultò l'unico candidato. Grazie alle generose elargizioni ai patrizi "poveri", il 31 maggio fu votato doge quasi all'unanimità.
Già alla fine dell'estate fu colpito da una grave malattia che lo tenne distante dagli impegni politici sino a portarlo alla morte il 31 marzo 1763, dopo appena trecento giorni di governo. Forse per questa ragione venne meno un progetto di riforme che avrebbe dovuto modernizzare la Repubblica. Vero è che il Foscarini fu un conservatore, poco attratto dalle innovazioni dell'illuminismo e ancora ancorato a una visione stazionaria della politica e della storia veneziane. Solo dopo la sua scomparsa, grazie alla regia di Andrea Tron, fu messo in campo un programma di rinnovamento politico.
Fu sepolto nella tomba di famiglia nella chiesa di San Stae.
Nel 1867, dopo l'annessione di Venezia al Regno d'Italia, fu intitolato a suo nome il Liceo di Santa Caterina, nato nel 1807 per volontà napoleonica; la scuola è ancor oggi attiva con il nome di Convitto Nazionale – Liceo Classico "Marco Foscarini".